# Niko-Polka

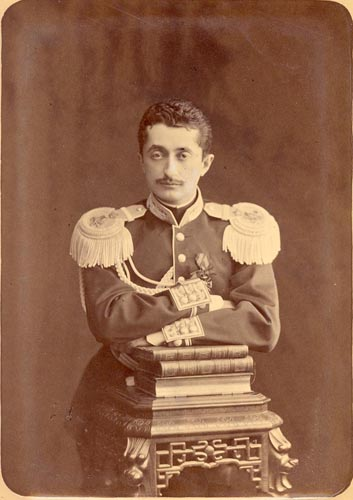
Nikolaj "Niko" Dadiani.

Niko-Polka, op. 228, är en polka av Johann Strauss den yngre. Den framfördes första gången den 14 juli 1859 i Pavlovsk i Ryssland.

## Historia
Niko-Polka komponerades under Johann Strauss sommarkonsertturné i Vauxhall Pavilion i Pavlovsk utanför Sankt Petersburg. Ehuru det första framförandet kan ha varit en privat angelägenhet dirigerade Strauss det första publika framförandet vid en välgörenhetskonsert den 14 juli 1859. Polkans titel härrör sig från smeknamnet på Nikolaj Dadiani I (1847-1903), den blott 12-årige regerande fursten av Megrelien (även kallat "De tusen källornas land" i västra Georgien). Niko regerade fram till 4 januari 1867 då han abdikerade till förmån för tsar Alexander II av Ryssland och Megrelien blev en del av tsardömet. Året därpå skulle Strauss komponera ett verk till Nikos moder, furstinnan Ekaterine Dadiani (Romanze Nr. 1 op. 243).
I slutet av oktober 1859 återvände Strauss till Wien och gjorde sitt första framförandet i huvudstaden den 20 november vid en konsert i Volksgarten. Han passade då på att framföra fem nya verk han hade skrivit i Ryssland. Niko-Polka var inte med bland dem och inte förrän den 18 december 1859, då Strauss förläggare Carl Haslinger annonserade verkets publicering, nämndes verket i tidningarna. Den 19 januari 1860 meddelade Wiener Allgemeine Theaterzeitung om en lista av dansstycken som Strauss hade förberett för den kommande karnevalssäsongen däribland "en 'Niko-Polka' skriven i Sankt Petersburg men inte framförd här ännu". Efter det skrev pressen inget om verkets framförande eller någon recension från någon av karnevalsfesterna. Troligt är att den ingick bland de (icke-namngivna) franska polkorna som Johann och hans broder Josef Strauss spelade vid deras "Monster Ball" - en afton med 50 dansstycken - den 13 februari 1860.

## Om polkan
I början av stycket hörs en rysk folksång (framförd av fagott och cello) samtidigt som de övre stråkarna spelar en hurtig kontrastmelodi. Triosektionen är både lyrisk och flirtig. Kontrastverkan i finalen är lika storslagen: polkan verkar dö ut genom harpans skira toner men det hårda slutackordet bekräftar att den uppenbara melankolin bara var ett skämt från kompositörens sida.
Speltiden är ca 3 minuter och 53 sekunder plus minus några sekunder beroende på dirigentens musikaliska tolkning.